# 後宮十二司
後宮十二司，是日本古代在律令官制轄下官職，由女官、女房構成，專司後宮各項事務的官職。

## 名稱由來
「十二司」的名稱，是來自於內侍司、藏司、書司、藥司、兵司、闡司、殿司、掃司、水司、膳司、酒司、縫司等共十二個機關的合稱，各司皆有其專門的職務及長官。

## 概要
十二司是專屬於天皇與後宮的家政機構，其中有正式官銜的宮人被稱做女官，無正式官銜者稱女房，其他還有命婦、女孺、采女、仕女、炊女等女官或女房夾雜其間。女官所受到的待遇比照朝廷中的男性官員，有一定俸祿，但任期不定，可以退職亦可終身從事。
十二司各司，皆設有仿效自律令制中的四等官制的長官，但實際上，只有藏司、膳司、縫司、內侍司等四司有近似於四等官制的三長官，依序為「尚」、「典」、「掌」等三級女官，其他八司則只有二官制（只有「尚」、「典」級，無「掌」級女官）。
天皇的後宮禁止朝廷官員進入（后妃的父兄除外），因此後宮須要大量的宮人來維持運作。奈良時代末期開始，設置了代替後宮連絡朝廷官員的內侍司、其地位在十二司中等同於負責保管三神器的藏司。平安時代以後，由於朝廷出現了和內侍司、藏司職責相近的藏人一職，藏人有時因職務關係亦能進入後宮，因此造成十二司的地位與機能下降。
10世紀中期以後，十二司中的內侍司，吸收了其於十一司的工作機能，十二司的規制在此改革下因此消失，轉而由承襲過去十二司而來的內侍司，繼續維持後宮的運作，並更加緊密配合了往後攝關政治的運作。